# 21-ша кавалерійська бригада (Австро-Угорщина)
21-ша кавалерійська бригада (21. Kavalleriebrigade) — кавалерійська бригада австро-угорської армії.
Бригада входила до складу 4-ї кавалерійської дивізії. Штаб бригади розташовувався у Львові.
У 1914 році до складу бригади входили
- 15-й драгунський полк
- 1-й уланський полк

## Командування
- полковник Густав Ґрайнер (1871 → командир кавалерійської бригади 24-ї піхотної дивізії у Львові)
- полковник/генерал-майор Максиміліан фон Родаковський (I 1872 – I 1874 → командир 1-ї кавалерійської бригади)
- полковник/генерал-майор Францішек Суходольський де Суходоль (III 1874 – 1 XI 1876 → у відставці)
- полковник Карл фон Ледерер (1876 – )
- генерал-майор Карл Йоганн Зайцек фон Егбелль (1892 – )
- генерал-майор Юліуш Іскерський (I 1909 – II 1912 → комендант 4-ї кавалерійської дивізії)
- генерал-хорунжий Леопольд фон Прагер (– 1914)
- Полковник Алоїз Клепш-Клот фон Роден (1914)
- Полковник / генерал-лейтенант Леліо Спаннокі (1916 – 1918)